# Andrea Marinoni
Andrea Marinoni (* 24. November 1955 in San Lazzaro di Rovetta) ist ein ehemaliger italienischer Endurosportler. Er gewann mehrmals die Enduro-Europameisterschaft und war zweimal Mitglied der siegreichen Nationalmannschaft bei der Internationalen Sechstagefahrt.

## Karriere
Andrea Marinoni begann 1973, aktiv Motorsport zu betreiben. 1974 gewann er auf einer 50-cm³-SWM die Trofeo FMI. 1979 wurde er auf einer SWM Enduro-Europameister in der Klasse bis 175 cm³. Außerdem gewann er in dieser Klasse bei der Valli Bergamasche. 1980 wurde er erneut Europameister. Diesmal gewann er mit einer SWM in der Klasse bis 250 cm³. Bei der Internationalen Sechstagefahrt war er Mitglied der siegreichen Trophy-Mannschaft. Erneut gelang ihm in diesem Jahr auch ein Klassensieg bei der Valli Bergamasche. Bei der Internationalen Sechstagefahrt auf Elba 1981 war er Mitglied des siegreichen Silbervasen-Teams. 1982 gelang ihm ein weiterer Sieg bei der Valli Bergamasche mit einer 250-cm³-KTM.
In der Enduro-Europameisterschaft gewann er 1983 in der Klasse bis 125 cm³ auf einer KTM. Im gleichen Jahr gelang ihm auch der Sieg in der italienischen Meisterschaft in dieser Klasse.
Mit einer Yamaha nahm er ab 1985 an der Rally Dakar teil. 1985 wurde er Vierter, 1986 Siebter und 1989 Neunter.
Nach dem Ende seiner Karriere übernahm er 1993 beim Superbike-Team von Yamaha die Aufgaben Catering, Pressearbeit und Organisation. 1999 stieß er zum Nastro-Azzuro-Team um Valentino Rossi in der Motorrad-Weltmeisterschaft und verantwortete dort ebenfalls das Catering.

## Wichtigste Erfolge
Italienische Enduromeisterschaft1985
Enduro-Europameisterschaft1979, 1980, 1983
Internationale Sechstagefahrt1980 (Trophy), 1981 (Silbervase)